# إبراهيم راشد الدوسري
إبراهيم راشد الدوسري (ولد في 1954 في البحرين) ممثل وكاتب وباحث بحريني.

## قائمة الأعمال الفنية
| السنة | نوع العمل الفني | اسم العمل الفني | بمشاركة                               | الدور   |
| ----- | --------------- | --------------- | ------------------------------------- | ------- |
| 1994  | مسرحية          | خور المدعي      | أحلام محمد، محمد عواد، يوسف بوهلول    |         |
| 1995  | مسلسل تلفزيوني  | حسن ونور السنا  | أنور أحمد، زينب العسكري، عبد الله ملك |         |
| 2015  | مسلسل تلفزيوني  | سوالف طفاش 3    | علي الغرير، خليل الرميثي، سلوى بخيت   | ضيف شرف |
| 2019  | مسلسل تلفزيوني  | جديمك نديمك     | جابر نغموش، سعاد علي، علي الغرير      |         |

## مؤلفات
- ذاكرة الأغنية البحرينية (1895 - 2011): (2012)[2]
- طواش في بحر اللؤلؤ والأنغام الفنان احمد الفردان (2013)[3]
- من أعلام الغناء الشعبي النسائي في البحرين (2019)
- غزالة (2018)[4]
- تاريخ نادي البديع الرياضي والثقافي 1955-2021 (2021)[5]
- البحرين في زمن جمال عبد الناصر[6]
- مرايا القصور (مجموعة قصصية)[7]
- مقهى الفراشة (رواية)
- أعلام الطرب الشعبي في البحرين.
- الفنون الشعبية في البحرين.
- ذاكرة البديع.
- مشوار المطرب عبد الله سالم بو شيخة.
- مشوار المطرب يوسف فوني.
- الملحن عيسى جاسم مهندس الأغنية البحرينية.[8]

## الجوائز والتكريمات
- جائزة الاستحقاق من مؤسسة ناجي نعمان للثقافة عن قصته القصيرة «ثور» في العام 2008.
- جائزة القدس عن قصته القصيرة البالونة الخضراء.
- جائزة اللؤلؤة السوداء من مهرجان أبو ظبي السينمائي كأفضل فيلم وثائقي قصير عن الفيلم القصير أنين السواحل.
- الجائزة الأولى في مهرجان الاتحاد العربي للإذاعة والتلفزيون بمناسبة فوز سهرة تلفزيونية من تأليفه بعنوان «ذاكرة الفنون الشعبية في البحرين» 2005.
- جائزة تقديرية في مهرجان الاتحاد العربي للإذاعة والتلفزيون بمناسبة فوز سهرة تلفزيونية من تأليفه بعنوان «زمان الوصل» 2004.
- درع وشهادة تقديرية من مهرجان الرواد العرب في مجال السينما من سوريا في نوفمبر 2008.
- شهادة التميُّز من مجمع الموسيقى العربي في 2004.